# Come-Back!
Come-Back! é um filme de drama neerlandês de 1981 dirigido e escrito por Alma Popeyus e Jonne Severijn. Foi selecionado como representante dos Países Baixos à edição do Oscar 1982, organizada pela Academia de Artes e Ciências Cinematográficas.

## Elenco
- Ab Abspoel - Maas
- Bert André - Pater
- Barbara Barendrecht
- Theu Boermans - Ab Goeree
- Huib Broos - Harry
- Edmond Classen - Arts
- Arnica Elsendoorn
- Ge Frankenhuizen
- Ad Frigge - Niemeyer
- Paul Gieske - Hans
- Marina de Graaf - Verpleegster